# 잠수 (신조어)
잠수는 아무런 예고나 사전 동의도 없이 갑자기 모든 연락을 일방적으로 두절하고 잠적하는 행위를 가리키는 대한민국의 신조어이다. 영어로는 고스팅(ghosting)이라고 하는데 이 용어는 보통 연애 관계에서 사용되는 단어다. 대한민국에서는 비디오 게임이나 연애 관계에서 전부 사용되고 있다.